# André Mahé

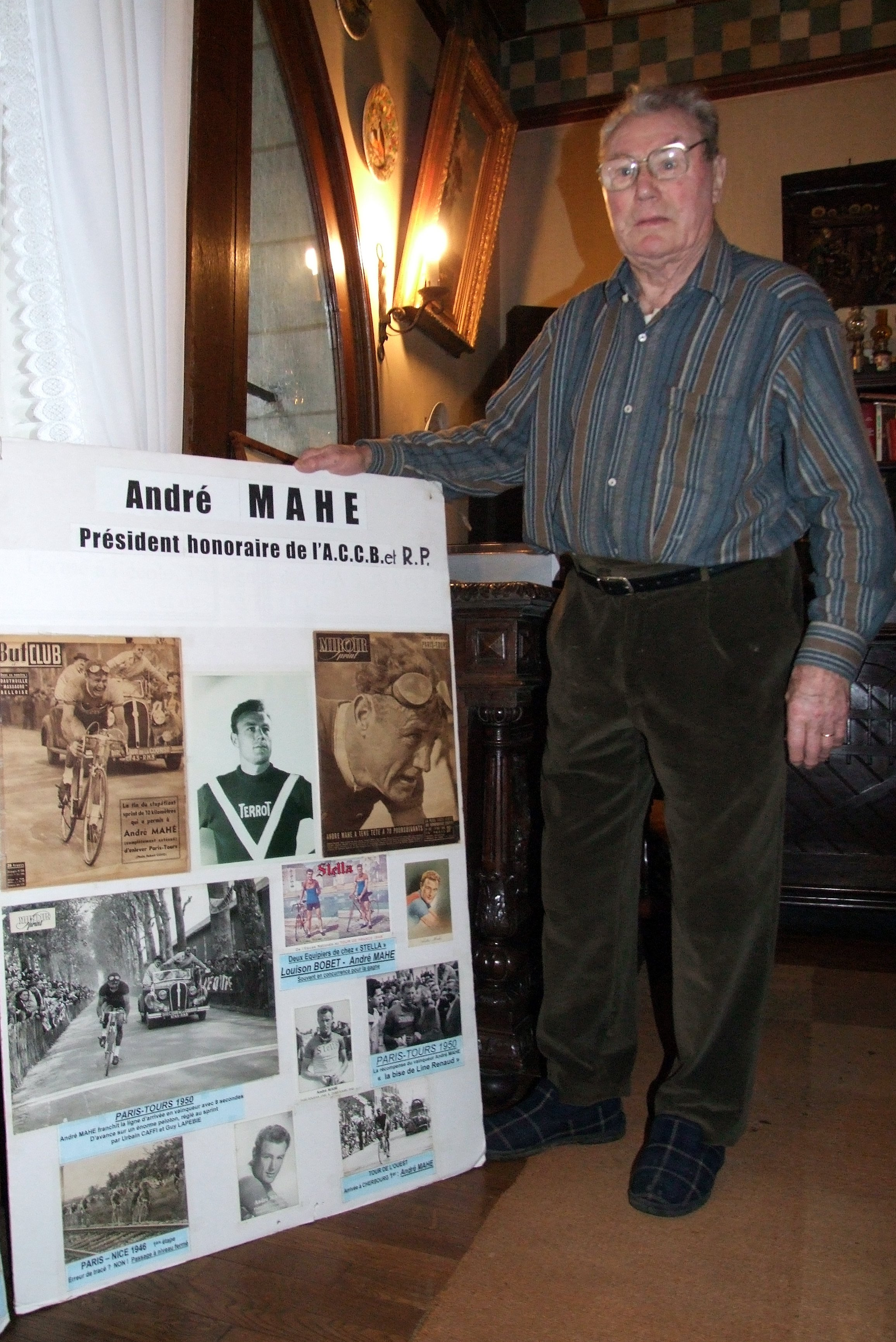
André Mahé präsentiert 2007 eine Erinnerungstafel

André Mahé (* 18. November 1919 in Paris; † 19. Oktober 2010 in Choisy-au-Bac) war ein französischer Radrennfahrer.
André Mahé war Profi-Radrennfahrer von 1945 bis 1954. Die größten Erfolge seiner Laufbahn waren die Siege bei Paris–Roubaix 1949 und bei Paris–Tours 1950. 1952 wurde er bei Paris–Roubaix Dritter. Viermal startete er bei der Tour de France, dreimal gab er auf und 1949 belegte er Platz 49.
Bei seinem Paris–Roubaix-Sieg fuhr Mahé in einer dreiköpfigen Gruppe, die von einem Streckenposten falsch geleitet wurde und deshalb nicht den richtigen Weg zum Ziel in der Radrennbahn von Roubaix fand; die Fahrer, von denen einer jedoch stürzte, öffneten schließlich eine Tür, fanden sich auf der Pressetribüne wieder und kletterten mitsamt den Rädern über die Stühle, um auf die Bahn zu gelangen. Mahé siegte im Sprint und wurde als Sieger geehrt. Serse Coppi, der Bruder von Fausto Coppi, gewann den Spurt der Verfolgergruppe. Nach einem Protest gegen die Wertung und vielen Diskussionen wurde Coppi sechs Monate später als zweiter Sieger neben Mahé anerkannt.